# Алжир (покрајина)
Алжир (арап. لاية الجزائر‎ - Wilāya Al Ǧazāʾir), једна је од 48 покрајина у Народној Демократској Републици Алжир. Покрајина се налази у северном делу земље у централном појасу алжирског дела планинског венца Атлас.
Покрајина Алжир покрива укупну површину од 273 km² и има 2.947.461 становника (подаци из 2008. године). Највећи град и административни центар покрајине, као и државе Алжир је истоимени град Алжир.